# Tauro Boys
I Tauro Boys (anche noti come Tauro Gang) sono un trio hip hop romano fondato nel 2014 a Berlino da MXMLN (Maximilian Dello Preite), Yang Pava (Giovanni Picchi) e Prince (Arduino Massimo Lancellotti). Sebbene mai formalmente sciolti, i Tauro sono in pausa come trio dal 2022 e attualmente concentrati sui rispettivi progetti solisti.

## Carriera
Nati a Campo dei Fiori nel 1996, i componenti dei Tauro Boys si avvicinano alla musica rap negli anni del liceo dando vita ad un genere ipercompresso, anche grazie alla collaborazione col produttore Close Listen. I tre iniziano a pubblicare i primi singoli grazie al supporto di Carl Brave, per poi calcare i primi palchi italiani.
L'amicizia tra Prince e Yang Pava risale all'infanzia, mentre Maximilian e Pava si conoscono dai tempi delle scuole medie. Il trio inizia a fare rap ritrovandosi casualmente insieme al Liceo ginnasio statale Virgilio, condividendo i banchi di scuola con Ketama126 e Side Baby, con i quali organizzano battaglie freestyle. Il gruppo nasce ufficialmente nel 2014 a Berlino come quintetto: oltre a Prince, Yang Pava e Maximilian, facevano parte al gruppo anche Giorgio Quarzo Guarascio ed Enea Kdm. Con l'uscita di Giorgio (che inizia una carriera da solista come Tutti Fenomeni) ed Enea, il trio inizia a pubblicare i primi singoli e a esibirsi nel 2015.
La loro carriera inizia ufficialmente nel 2016 col brano Pegaso, nato dalla collaborazione con Carl Brave x Franco126, dei quali aprono un concerto.
Il primo album del trio è il mixtape Tauro Tape (o TauroTape1) pubblicato con etichetta indipendente il 6 dicembre 2017. 
Il progetto è quasi interamente prodotto da Close Listen, affiancato da G Ferrari, Lou Carola, KenzoDiazepina e Nick Name. Cinque delle tracce presenti usano però musica protetta da diritto d'autore altrui, il che nel febbraio 2018 porta alla rimozione del Tauro Tape da tutti i servizi di streaming. Il mixtape subisce dunque una riedizione, stavolta ufficiale, e riappare il 12 aprile 2018 con il titolo TauroTape1 e una tracklist contenente solo 8 brani, tra i quali 4 collaborazioni con il rapper Tutti fenomeni.
Incidono il secondo album, TauroTape2,  con casa discografica Thaurus. L'uscita era originariamente prevista per giugno 2018 -come scritto nella descrizione del video ufficiale di Marilyn, uscito come singolo insieme a 2004-2005 e Dieci Ragazze- tuttavia l'uscita venne postecipata al 5 ottobre 2018.
Il 28 giugno 2019 esce Alpha Centauri, il primo disco distribuito con la Universal Music Italia.
I produttori sono gli stessi di TauroTape1, con l'aggiunta di Peppe Amore. L'album contiene 12 tracce ed è stato anticipato dai singoli Bella Bro e Ready for War.
Il 17 Settembre 2021 il trio pubblica TauroTape3, il quale chiude la trilogia Tauro Tape. L'album ha al suo interno le collaborazioni di Ariete, Psicologi, Tutti Fenomeni, Tommy Toxxic, Joe Scacchi e del produttore Greg Willen. L'album è stato anticipato dai singoli Jeans e Colori.
Sebbene mai formalmente sciolti, i Tauro sono in pausa come trio dal 2022 e attualmente concentrati sui rispettivi progetti solisti. Il 14 luglio 2023 esce il primo album solista di Prince: Love Storii. Maximilian inizierà a pubblicare singoli a inizio 2024, con l’uscita di Cose da Fare.

## Discografia

### Album
- 2017 – TauroTape1
- 2018 – TauroTape2
- 2019 – Alpha Centauri
- 2021 – TauroTape3

### Singoli
- 2016 – Pegaso
- 2016 – Tranqilo
- 2017 – N°3
- 2017 – Eras3
- 2017 – Catrame
- 2017 – Love Warriors Freestyle
- 2017 – FBI
- 2017 – Watch Me
- 2017 – Listen To Tauro
- 2017 – GG
- 2017 – Limoney
- 2017 – Bondage (con Tutti Fenomeni)
- 2018 – Marylin
- 2018 – 2004-2005
- 2018 – Dieci ragazze
- 2019 – Bella Bro (con Side Baby)
- 2019 – Ready for War (con Knowpmw)
- 2020 – Schiava di Roma
- 2021 – Jeans (con Psicologi)
- 2021 – Colori

#### Come artisti ospiti
- 2023 – Accelerazione (Prince feat. Tauro Boys)

### Collaborazioni
- 2022 – Tommy Toxxic & Joe Scacchi feat. Tauro Boys – Cavalli di troia 2 (da Sky is the limit)